# Noh
Noh (japanski 能, nō) ili nogaku  (能楽, nōgaku; japanski iz kineskog u značenju „umijeće” ili „talent”) je osnovni oblik klasične japanske glazbena drame koji se izvodi od 14. stoljeća. Od 2008. godine Nogaku kazalište je upisano na UNESCO-ov popis nematerijalne svjetske baštine u Aziji i Oceaniji.

## Povijest
Noh kazalište je uobličeno u 14. i 15. stoljeću, ali zapravo potječe iz 8. stoljeća kada je sangaku kazalište došlo u Japan iz Kine. U to vrijeme se sankagu odnosio na različite vrste izvedbi koje su uključivale akrobate, pjesme i ples, kao i šaljive skečeve. Kasnijom prilagodbom japanskom društvu sangaku je asimilirao i druge tradicionalne oblike umjetnosti. Danas je nogaku osnovni oblik japanskog kazališta koji je utjecao na razvoj lutkarskog kazališta i kabuki kazališta.
God. 1957., japanska vlada je proglasila nôgaku za važnu nematerijalnu kulturnu baštinu čime je ova tradicija dobila određeni stupanj pravne zaštite, kao i njezini najvažniji praktičari. Nacionalno noh kazalište osnovano je 1983. godine i upriličuje redovite nastupe. Ono također organizira i tečajeve za obuku glumaca u glavnim noh ulogama.

## Odlike
Tradicionalno su ju izvodili samo muškarci, glumeći i muške i ženske uloge, uz glazbenu pratnju. Od početka 20. stoljeća sve više i više žena postize status profesionalnih izvođačica noha. Tradicionalno se tijekom cjelodnevnog „dana izvedbi” izvodilo pet uzastopnih noh predstava između kojih su se izvodile kraće i šaljive kyōgen izvedbe. No, današnje noh izvedbe se sastoje od samo dvije noh predstave s jednom kyogen predstavom između.
Noh predstave se uglavnom temelje na pričama iz tradicionalne literature, a većina glumaca nosi maske (shite), tradicionalne kostime i različit pribor, dok izvode plesnu predstavu. Nadalje, nogaku izvode samo iznimno školovani glumci i glazbenici.
Prostor za izvedbu noh predstava je strogo uređen sustavom iemoto koji naglašava tradiciju nauštrb inovacija. Tako se pozornica prostire u prostor za gledatelje i povezana je mostom s „dvoranom zrcala” iza pozornice. U nohu, osjećaji se izvode stilizirano određenim gestama, a junak je često nadnaravno biće koje uzima ljudski oblik kako bi ispričalo priču. Izražajne maske po kojima je noh poznat, koriste se za uloge duhova, žena, djece i staraca. kyōgen se, s druge strane, oslanja manje na uporabu maski, a proizlazi iz duhovitih sangaku predstava. Tekst je napisan na drevnom jeziku i slikovito opisuje obične ljude od 12. do 16. stoljeća.
Iako je nogaku kazalište strogo uređeno pravilima, neki moderni izvođači ipak stvaraju nove predstave ili oživljavaju povijesne koje nisu dio standardnog reportoara, pa čak i spajanje noha s drugim kazališnim tradicijama.

## Vanjske poveznice
- Noh i kyogen, japansko vijeće za umjetnost (engl.)
- Webstranica o Nohu (engl.) (jap.)